# La bestia nello spazio
Pour plus de détails, voir Fiche technique et Distribution.
La bestia nello spazio est un film de science-fiction érotique italien réalisé par Alfonso Brescia et sorti en 1980.
Le film est inspiré, du moins par son nom, par le film érotique français La Bête de Walerian Borowczyk, sorti en 1975. L'actrice finlandaise Sirpa Lane joue d'ailleurs le rôle principal dans les deux films.

## Fiche technique
Sauf indication contraire, les informations mentionnées dans cette section peuvent être confirmées par la base de données cinématographiques IMDb,  présente dans la section « Liens externes ».
- Titre original : La bestia nello spazio[2],[3]
- Réalisation : Alfonso Brescia (sous le nom de « Al Bradley »)
- Assistant réalisateur : Massimo Carocci
- Scénario : Alfonso Brescia, Aldo Crudo (it)[3]
- Photographie : Silvio Fraschetti[3]
- Montage : Carlo Broglio[3]
- Musique : Marcello Giombini[3]
- Son : Pietro Spadoni
- Décors : Mimmo Scavia (it)
- Costumes : Elena De Cupis[3]
- Production : Aldo Crudo (it)
- Sociétés de production : Nais Film, Società italiana gestione meccanizzate aziendali elaborazioni contabili (SIGMAECo), LU.MA.FIN[3].
- Pays de production :  Italie
- Langue de tournage : italien
- Format : Couleur (Telecolor) - 1,85:1 - Son mono - 35 mm
- Durée : 86 minutes (1h26[2])
- Genre : Science-fiction érotique
- Dates de sortie :
  - Italie : 13 mai 1980
  - Allemagne de l'Ouest : 11 juin 1985

## Distribution
- Sirpa Lane : Sondra Richardson
- Vassili Karis : Larry Madison
- Lucio Rosato : Peter
- Robert Hundar : Onaf
- Venantino Venantini : Juan Cardoso
- Umberto Ceriani : Docteur Green
- Maria D'Alessandro : Erika Grant
- Giuseppe Fortis : Commandant Green
- Dada Gallotti : Marsha
- Giuseppe Lauricella : Colonel Wilson
- Marina Lotar : Frieda Henkel
- Iren Szeremi
- Claudio Zucchet : L'homme dans la boîte de nuit

## Les films de science-fiction d'Alfonso Brescia
Brescia a également tourné quatre films de science-fiction non érotiques :
- 1977 : Anno zero - Guerra nello spazio
- 1978 : La Bataille des étoiles (Cosmo 2000 - Battaglie negli spazi stellari)
- 1978 : La Guerre des robots (La guerra dei robot)
- 1979 : Sette uomini d'oro nello spazio